# Graham Bool
Graham Bool (* 22. Januar 1948 in Cardiff; † 17. September 2010) war ein britischer Rollstuhlbasketballspieler und Fotograf.
Bool erkrankte im Alter von 18 Monaten an Polio. In den 1970er und 1980er Jahren gehörte Bool der britischen Rollstuhlbasketballmannschaft an und nahm an den Paralympischen Spielen in den Jahren 1972, 1976 und 1980 teil.
Nach der Geburt seiner beiden Kinder zog sich Bool aus dem aktiven Sport zurück, um sich besser seiner Familie widmen zu können. 1987 eröffnete er Graham Bool Photography und begann als freischaffender Fotograf zu arbeiten. Bool spezialisierte sich hierbei auf paralympischen Sport. Im Jahr 1993 starb seine Frau. September 2010 starb Bool an einem Herzinfarkt.